# Mane Mesac
Mane Mesac (Mane Mesak) ist eine osttimoresische Aldeia im Suco Manleuana (Verwaltungsamt Dom Aleixo, Gemeinde Dili). 2015 lebten in der Aldeia 843 Menschen.
Der Name der Aldeia stammt aus dem  Tetum und bedeutet übersetzt „der Mann, der alleine ist“. Gemeint ist damit der einzige Sohn einer Familie.

## Geographie

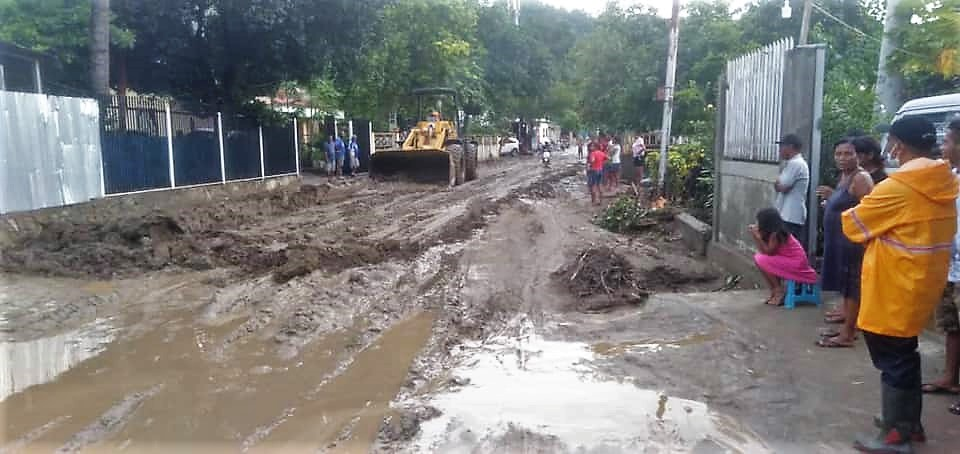
Aufräumarbeiten in Mane Mesac nach der Überschwemmung 2021

Mane Mesac liegt im Nordosten des Sucos Manleuana. Westlich und südwestlich befindet sich die Aldeia Badiac, südöstlich der Avenida de Manleuana die Aldeias Ramelau und Manleu-Ana und östlich die Aldeia Mauc. Im Nordwesten grenzt Mane Mesac an den Suco Comoro und im Nordosten an den Suco Bairro Pite.

## Einrichtungen
Im Süden von Mane Mesac befindet sich die katholische Grundschule Maneleuana und im Norden die Marienkapelle Stella maris.